# Psykiskt självförsvar
Begreppet psykiskt självförsvar inringar ett universellt behov av att kunna försvara sig mot medmänniskors försök att överskrida ens personliga gränser, och visar också på det legitima i att få försvara sig mot medmänniskors försök att överskrida ens personliga gränser. För att behärska konsten psykiskt självförsvar behöver man dels kunna identifiera när människor försöker överträda ens personliga gränser, och dels behöver man kunna bemöta sådana försök utan att det uppstår nya problem: Ett psykiskt självförsvar, som inte innebär hämnd med egna mellanmänskliga gränsöverskridanden, blir ett gott exempel på interpersonell konfliktlösning.
Psykoanalytikern Claes Davidson är den som utvecklat begreppet psykiskt självförsvar. Han sammanfattar:

Allmänna principer för psykiskt självförsvar
1. Metakommunicera genom att vid behov verbalisera det analoga.
2. Värna den egna integriteten genom att sätta gränser.
3. Hävda den egna subjektiviteten genom att välja, ta ställning och engagera sig; vara uppriktig, tala för sig själv och stå för de egna intressena; ta det egna ansvaret och ofördröjligen ställa till rätta när något har gått snett.
4. Hålla den andra ansvarig genom att låta honom välja och ta ställning; låta honom tala för sig, låta honom ta sitt ansvar; och låta honom gå om han inte visar någon god vilja att axla sin subjektivitet.
5. Kort sagt: Vara ett subjekt och låta den andre vara det också.